# Mersa Matruh Airport
Mersa Matruh Airport (arabiska: مطار مرسى مطروح) är en flygplats i Egypten.   Den ligger i regionen Markaz Maţrūḩ och guvernementet Mersa Matruh, i den nordvästra delen av landet, 400 km väster om huvudstaden Kairo. Mersa Matruh Airport ligger 28 meter över havet.
Terrängen runt Mersa Matruh Airport är platt. Havet är nära Mersa Matruh Airport norrut. Runt Mersa Matruh Airport är det glesbefolkat, med 12 invånare per kvadratkilometer. Närmaste större samhälle är Mersa Matruh, 3,4 km norr om Mersa Matruh Airport. Trakten runt Mersa Matruh Airport är ofruktbar med lite eller ingen växtlighet.